# 韋羅索峰
46°8′49″N 8°9′22″E / 46.14694°N 8.15611°E
韋羅索峰（義大利語：Cima Verosso），是意大利的山峰，位於該國西北部，由皮埃蒙特大區負責管轄，屬於本寧阿爾卑斯山脈的一部分，海拔高度2,444米，每年平均降雨量2,221毫米。